# Svart mässa

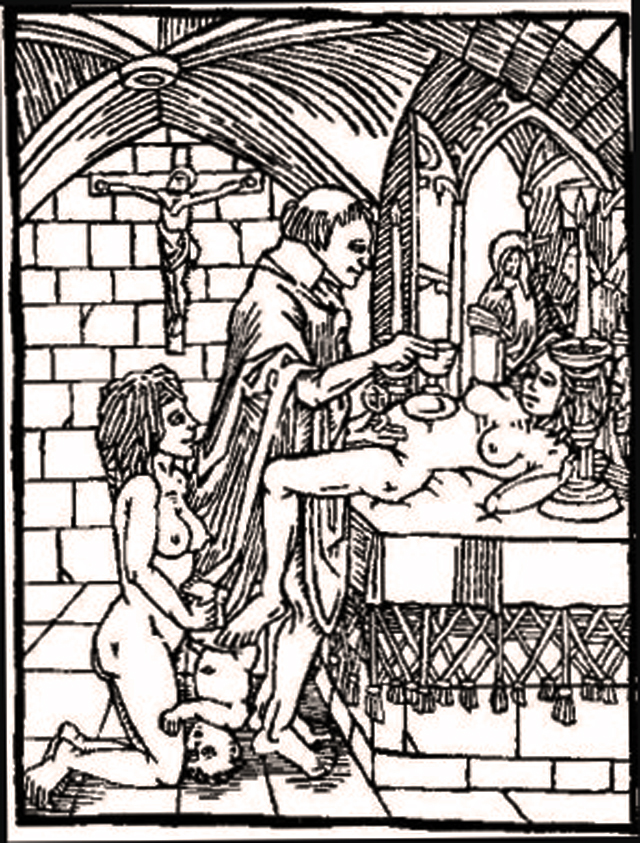
Black mass 01

Svart mässa är allmänt benämningen på en religiös ritual som utövas av olika satanistiska trosriktningar.
Historiskt beskrivs svarta mässan som en omvänd form av den kristna (katolska) mässan, där Djävulen eller Satan tillbeds istället för Gud eller Kristus. Ritualen baseras på den katolska mässan, vars ceremoni utövas i omvänd form, där hostian till exempel vanhelgas (Hostieskändning). Ceremonin har i olika former existerat i århundraden, och fruktan för att hostian skulle användas i en svart mässa introducerade försiktighetsåtgärder i kyrkan, så som att låsa in hostian och ha kyrkvärdar som vakar över gudstjänsten, för att förhindra att hostian skulle stjälas och användas i en svart mässa. 
Sedan 1900-talet finns en typ av ceremoni inom moderna satanisters religionsutövning, som kallas för svart mässa. 

## Historik

### Ursprung
Historiskt sett har den svarta mässan förekommit som rykten under hela den kristna historien, där den troddes utövas i hemlighet av djävulsdyrkare. I vissa fall har sådana mässor också förekommit i verkligheten. Under antiken förekom att vissa kristna utbrytargrupper arrangerade sin egen version av kristna mässor, ibland med sexuella element, som fördömdes som kätterska och blasfemiska av den version av kristna kyrkan som sedan blev den etablerade. 

### Medeltiden
Under medeltiden fanns det länge ingen fastslagen, reglerad ritual för hur en kristen mässa skulle utföras, och det rådde därför en oro i kyrkan för en inkorrekt utförd mässa och det kätteri som kunde bli följden. Det var under medeltiden vanligt för präster och munkar att utföra privata mässor, ibland mot betalning, för olika syften, och det fanns en oro i kyrkan för att detta kunde leda till att de parodierade ritualen, och bistod i kätteri och trolldom genom justera ritualen och att åkalla demoner istället för Gud. 

### Nymodern tid
Denna fruktan hos kyrkan för kättares egna versioner av mässan under medeltiden, utvecklades under 1500- och 1600-talen till föreställningen om hur häxor och trollkarlar i hemlighet firade omvända versioner av kyrkans mässa, där de tillbad Satan istället för Gud. Det förekom att svarta mässor arrangerades i verkligheten av personer som önskade utöva trolldom. Frankrikes drottning Katarina av Medici påstods ha firat en svart mässa. I 1600-talets Paris arrangerades svarta mässor professionellt av La Voisin, där verkliga präster som Étienne Guibourg åkallade Satan för kunder mot betalning.  En berömd svart mässa var den som år 1667 arrangerades av La Voisin på beställning av Madame de Montespan, där prästerna Adam Lesage och Francois Mariette officierade medan Montespan bad till Djävulen om att få bli Ludvig XIV:s mätress.
Under 1700-talet beskrev markis de Sade utförandet av svarta mässor i sina böcker. 

### Senare tid
Under 1800-talet blev den svarta mässan ett omtyckt motiv inom skönlitteraturen, och under 1900-talet togs ritualen upp av den moderna satanismen.